# Tonneneiche

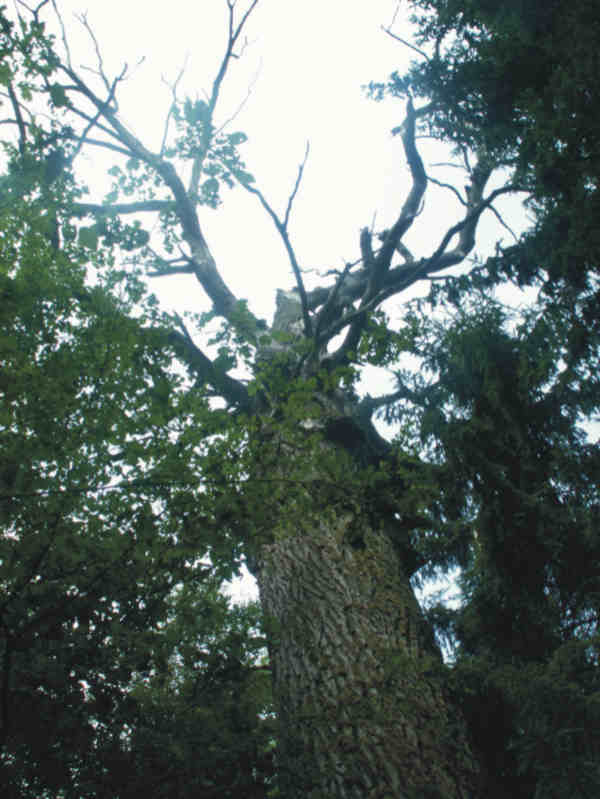
Tonneneiche im Jahr 2005

Die Tonneneiche (polnisch: Dąb Beczka) war eine Eiche im Białowieża-Nationalpark.
Der Standort dieser Eiche befindet sich im Sektor 544 des Nationalparks.
Sie erreichte den größten Stammumfang der Eichen im Nationalpark mit 740 cm in einer Höhe von 130 cm von der Basis. Die Höhe des Baums betrug über 30 m. Der Baum ist heute tot – er trocknete 1992 aus, der Stamm ist jetzt bereits in beträchtlichem Maße ohne Rinde. Der Name stammt von der tonnenförmigen Form des Stammes.
Das Alter dieser Eiche wurde auf 450 Jahre geschätzt.